# Pietro Bembo
Pietro Bembo, O.S.I.H. (latinsky: Petrus Bembus; 20. května 1470 Benátky – 18. ledna 1547 Řím) byl benátský učenec, básník a literární teoretik, který byl také členem Maltézského řádu a kardinálem katolické církve. Jako intelektuál italské renesance (15.–16. století) Pietro Bembo výrazně ovlivnil rozvoj toskánského dialektu jako literárního jazyka pro poezii a prózu, který se pozdějším kodifikováním stal základem moderní italštiny. V 16. století se Bembo svými básněmi, eseji a knihami významně zasloužil o obnovení zájmu o literární dílo Francesca Petrarky. V oblasti hudby Bembo svými literárními technikami pomohl skladatelům rozvinout kompoziční postupy, díky nimž se madrigal stal nejvýznamnějším světským hudebním žánrem v Itálii 16. století.

## Život
Narodil se v Benátkách, dostal se ke dvoru v Urbinu, od roku 1513 byl tajemníkem papeže Lva X. Z této velmi vysoké funkce ale v roce 1520 ze zdravotních důvodů odešel a usadil se v Padově. V roce 1530 byl zvolen benátským městským historikem (šlo o velmi význačnou funkci, zastával ji např. i Niccolò Machiavelli). V roce 1539 byl vysvěcen na kněze, jmenován biskupem v Gubbiu. Krátce působil také v Bergamu. Roku 1534 byl jmenován kardinálem.

## Význam

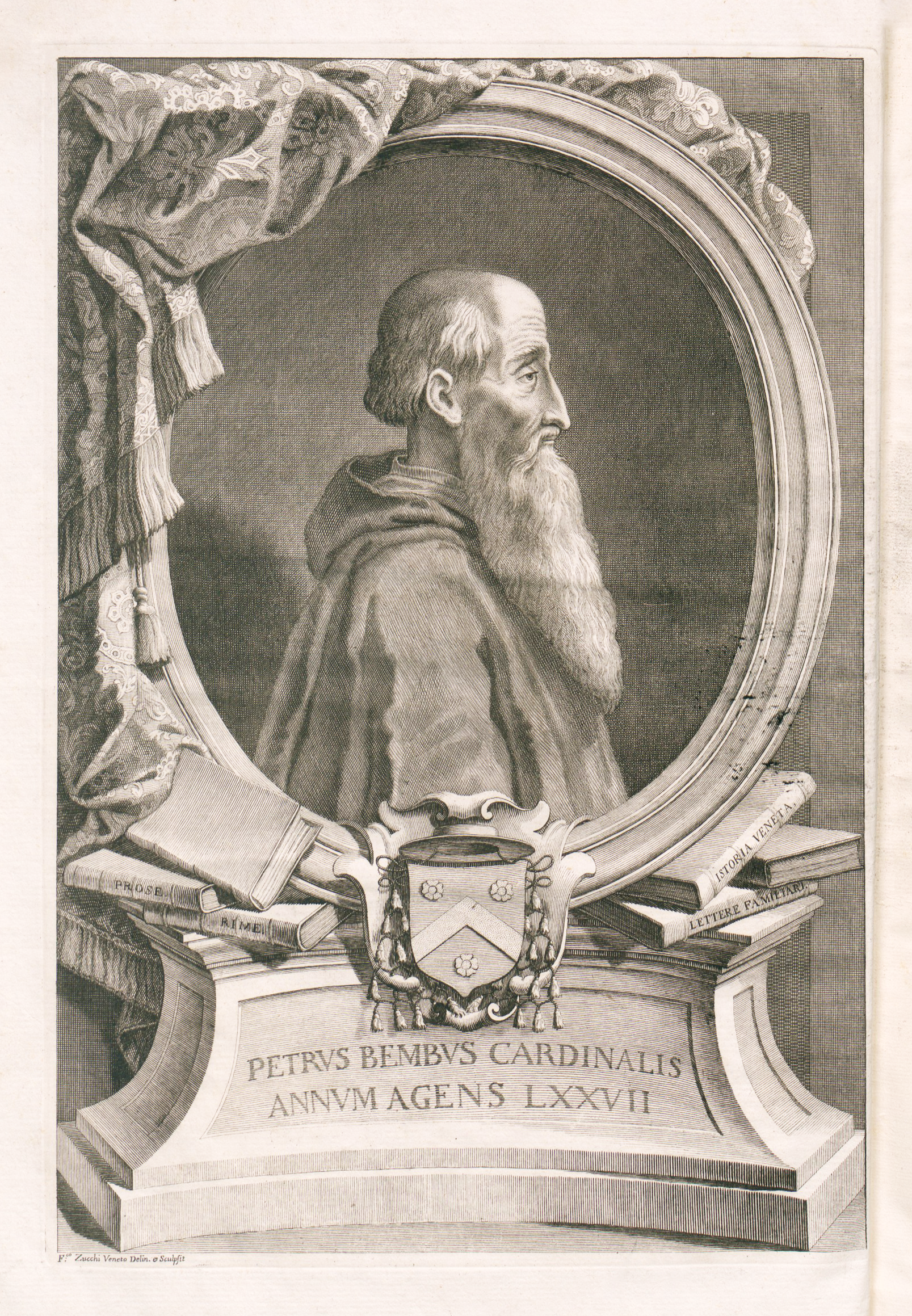
Pietro Bembo, Historia Veneta, 1729

Bembo se velmi intenzivně zabýval latinskou i italskou literární tvorbou, studoval také provensálskou literaturu a měl pro italskou renesanci velký význam i v mimoliterární činnosti, redigoval např. Dantovu Božskou komedii. Jeho italské básně byly vtěleny do sbírky Rime (1530), jeho latinské do sbírky Carmina (1552). Obě složky jeho díla vynikají velkou obratností formy a velmi propracovanou jazykovou stránkou, tematika je především milostná.
V próze napsal několik rozsáhlých dialogů, v nichž promýšlel metody rozvíjení italského jazyka (např. Prose della volgar lingua, 2 svazky, 1525), a dialog Gli Asolani (1505), věnovaný Lucrezii Borgii, s níž se velmi úzce přátelil, který z filosofického a teologického hlediska rozebírá pojem lásky.